# Loch Ryan
Loch Ryan (schottisch-gälisch Loch Rìoghaine [ɫ̪ɔx r̴iː.ɛɲə], früher auch Lochryan) ist ein Loch und ein wichtiger Naturhafen in Schottland. Der sea loch, der das schottische Tiefland von der Halbinsel Rhins of Galloway trennt, ist Ausgangspunkt für Fährlinien nach Nordirland. Der größte Ort an der Küste ist Stranraer am südlichen Ende.

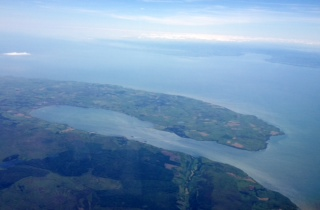
Luftbild von Loch Ryan, nach Südwesten. Am Horizont liegt Belfast.

## Lage
Loch Ryan erstreckt sich auf einer Länge von etwa 13,4 Kilometern zwischen der südwestlichen Ecke von Schottland und der vorgelagerten Halbinsel Rhins of Galloway. Im Norden mündet die Bucht in den Firth of Clyde. Im Süden, ganz innen in der Bucht liegt die Stadt Stranraer.
Loch Ryan entstand durch geologische und glaziale Aktivitäten im Paläozoikum, während der das heutige Schottland noch Teil von Pangäa war. Das Basin wurde damals mit Sandsteinen angefüllt. Dieser wurde später während der Eiszeiten wieder bis auf den Felsen abgebaut. Seither nagt die Erosion an der Bucht und es wird Geschiebe angeschwemmt. Loch Ryan ist nur maximal 16 m tief, während am Mund die Wassertiefe rasch auf 25 m abfällt. Dadurch bietet sich die Bucht als Ankerplatz an.
Die Sandbank an der westlichen Küste ist ein wichtiger Brutplatz für Seeschwalben. Die Fläche der Bucht beträgt 197 km²

## Geschichte
Die Umgebung von Loch Ryan ist seit Urzeiten bewohnt. Die Bucht bot seit jeher Fischern einen guten Schutz vor den groben Seebedingungen des Nordkanals und des Nordatlantiks.
In den Statistical Accounts of Scotland 1791 steht über Stranraer zu lesen:

“Contigous to this village is a very safe and commodious bay with good anchoring ground, and depth of water for ships of any burden. … This bank abounds with oysters of a most excellent flavour. They are found indeed all around the shores and might be got in great quantities would people drag for them ……. A variety of fish, as skate, flounders, small cod, haddocks, whiting, lobsters, crabs and sometimes turbot are caught within the loch”

1845 steht geschrieben:

“Loch Ryan at one time was famous for its herring fishery. I have heard old people say that they have known 300 sail boats in the bay at one time which had come from the highlands and other places, in order to fish or purchase herrings. For many years past the shoals of herrings may be said to have deserted the loch.”

1847 wurde bei Cairn Point am Nordende von Cairnryan am Ostufer ein Leuchtturm gebaut. Zwei Jahre später wurde der Ausgangspunkt für die Fähre nach Nordirland von Portpatrick nach Stranraer verschoben, weil die immer größeren Schiffe dort vor den schweren Stürmen besser geschützt waren.
Von einem solchen Sturm berichtete auch der Polarforscher John Ross, der hier im Juni 1829 auf seiner zweiten Polarexpedition mit der Victory vor Anker lag.

## Zweiter Weltkrieg

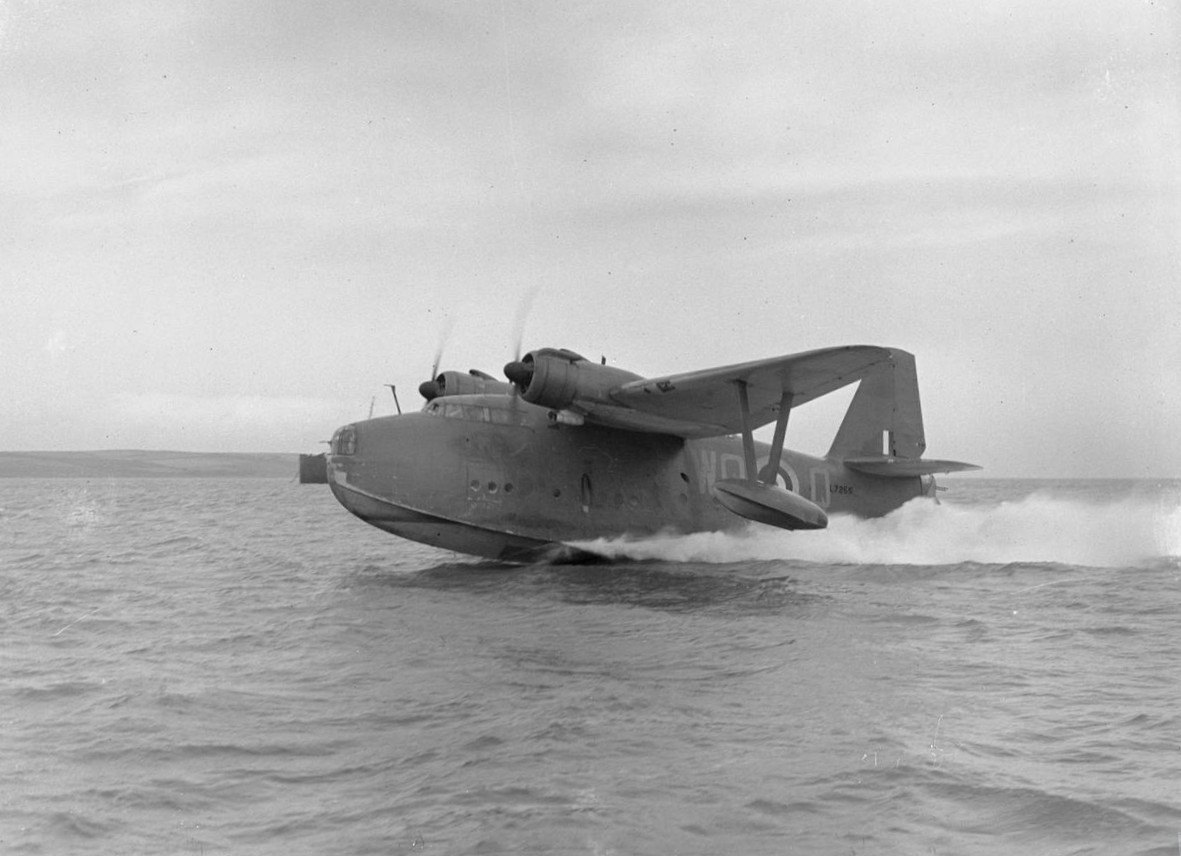
Ein Saro Lerwick der 209 Squadron der RAF, März 1941, beim Start von Loch Ryan

Im Zweiten Weltkrieg wurde der Hafen von Cairnryan massiv ausgebaut. Die Briten fürchteten, die Häfen am Mersey und am Clyde könnten durch feindliche Bomben beschädigt werden, weswegen man 1941 mit dem Bau langer Kais begann. Diese wurden jedoch nie in ihrem vollen Umfang benützt, weil das befürchtete schwere Bombardement ausblieb.
Der Hafen diente insbesondere als Ankunftsort für Truppen aus Amerika nach 1942. Auch zwei Stationen der Royal Air Force befanden sich am Loch, um die alliierten Schiffe gegen die deutschen U-Boote zu verteidigen.
Am Ende des Krieges wurden viele deutsche U-Bootbesatzungen hierher zur Übergabe begleitet. Die Boote wurden danach im Atlantik versenkt.
Von den Weltkriegsbauten ist heute nicht mehr viel zu sehen, und was noch übrig ist, befindet sich in einem desolaten Zustand.

## Abwrackwerft

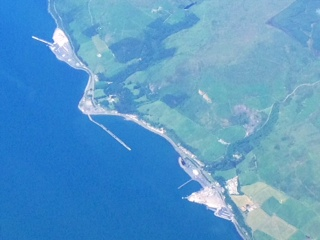
Abwrackwerft in Cairnryan

In Cairnryan wurden auch die beiden britischen Schiffe Eagle und Ark Royal sowie viele weitere am Ende ihrer Einsatzzeit abgewrackt.

## Loch Ryan heute

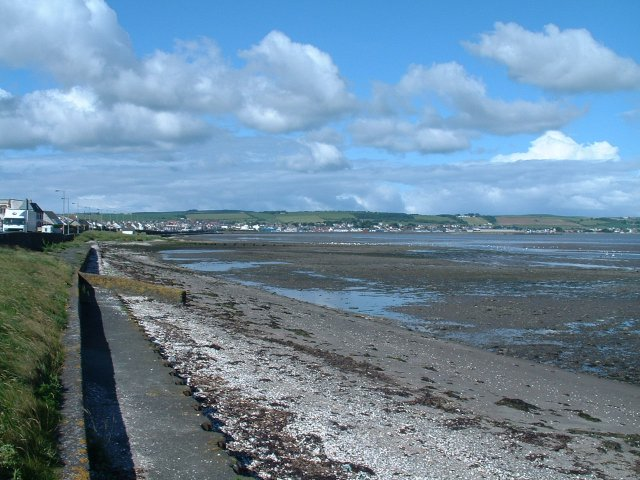
Stranraer heute, bei Niedrigwasser

Heute ist Loch Ryan Ausgangspunkt für die wichtige Fährverbindung nach Nordirland. Die Schnellfähren der Stena Line, Stena Superfast VII und Stena Superfast VIII benötigen für eine Überfahrt nur 2 Stunden und 15 Minuten. Daneben bietet P&O Ferries Überfahrten mit konventionellen Fähren an.
Seit diese Fährlinien von Cairnryan aus operieren, ist der innere, südliche Teil der Bucht frei von großen Schiffen, was der Freizeitschifffahrt Platz lässt. In Wig Bay und Stranraer befinden sich Anlegemöglichkeiten für Sportboote.
Wegen des von den Schnellfähren verursachten Schwells mussten in der Bucht zunehmend strengere Geschwindigkeitsvorschriften erlassen werden. Das kentern eines kleinen Motorbootes, bei dem drei Menschen ertranken, lieferte Spekulationen über die Gefahr der Wellen, die diese Fähren verursachen, obwohl in diesem konkreten Fall die Ursache eher am schlecht gewarteten und überladenen Boot lag.